# Pueblo Kota (India)

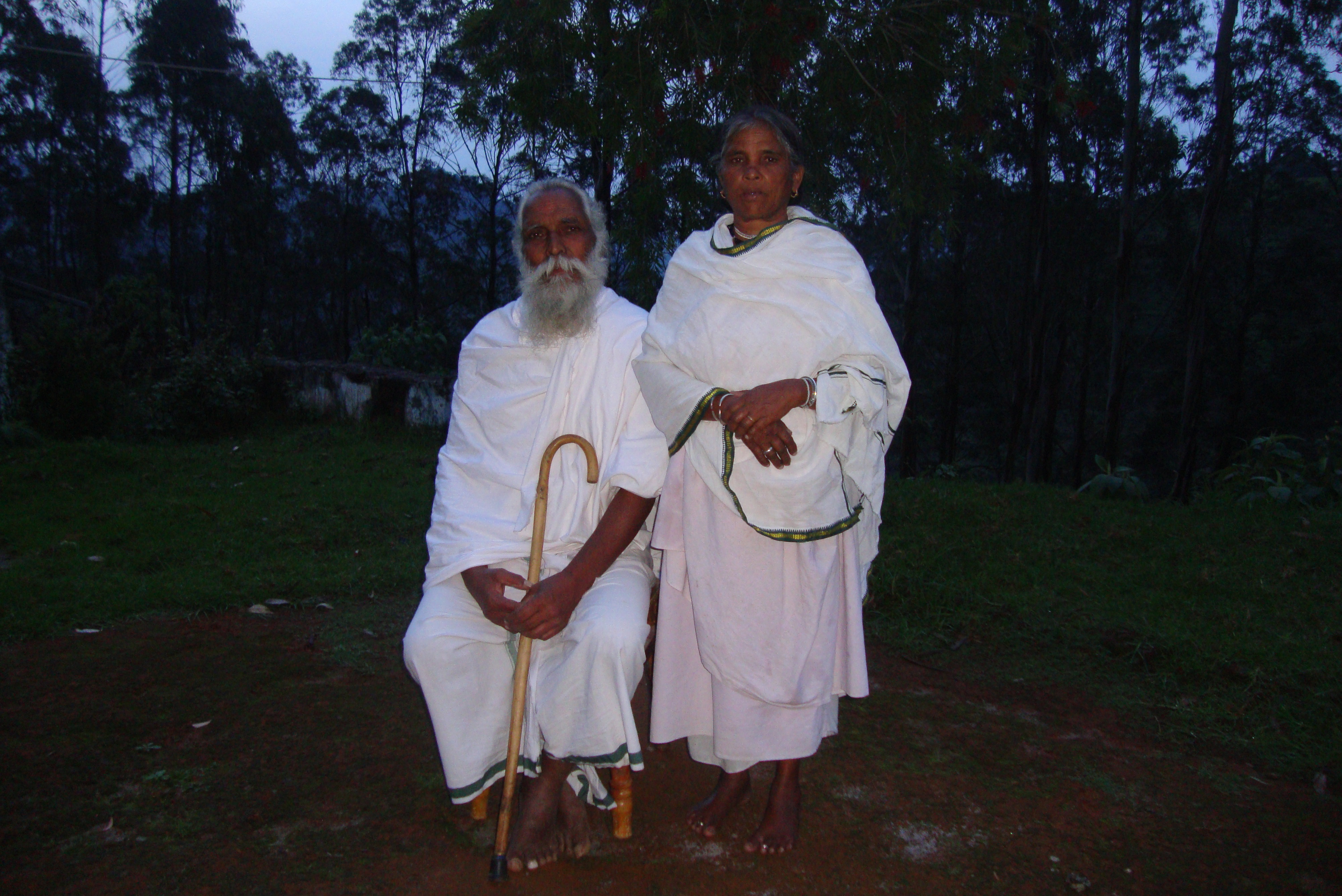
Atuendos tradicionales

Los kotas, también llamados kothar o kov, son un grupo étnico indígena de la cordillera de las montañas Nilgiri en Tamil Nadu, India. Son uno de los muchos pueblos tribales indígenas de la región. (Otros son los Todas, Irulas y Kurumbas). Todas y Kotas han sido objeto de intensos análisis antropológicos, lingüísticos y genéticos desde principios del siglo XIX. El estudio de Todas y Kotas también ha influido en el desarrollo del campo de la antropología. En términos numéricos, los kotas siempre han sido un grupo pequeño, que no supera los 1.500 individuos distribuidos en siete aldeas durante los últimos 160 años. Han mantenido un estilo de vida como trabajadores de múltiples oficios, como alfareros, agricultores, trabajadores del cuero, carpinteros y herreros, y como músicos para otros grupos. Desde el período colonial británico han tenido mayores oportunidades educativas. Esto ha mejorado su estatus socioeconómico y ya no dependen de la prestación de sus servicios tradicionales para ganarse la vida. Algunos antropólogos los han considerado una casta especializada, en contraposición a una tribu o un grupo étnico.
Los kotas tienen su propia lengua única que pertenece a la familia de lenguas dravídicas, pero que se separó de la subfamilia dravídica del sur en algún momento antes de la era común (a. C.). Su lengua fue estudiada en detalle por Murray Barnson Emeneau, pionero en el campo de la lingüística dravidiana. Sus instituciones sociales eran distintas de las normas culturales indias dominantes y tenían algunas ligeras similitudes con las de los Todas y otros pueblos tribales del vecino Kerala y con la prominente casta Nair. Se informó por una poligamia fraternal cuando sea posible. La religión de Kota es diferente del hinduismo: adora a deidades masculinas no antropomórficas y a una deidad femenina. Desde la década de 1940, muchas deidades hindúes tradicionales también han sido adoptadas por el panteón Kota y se han construido templos de estilo tamil para dar cabida a su culto. Los kotas tienen grupos especializados de sacerdotes para propiciar a sus deidades en nombre del grupo.

## Identidad
El gobierno indio clasifica a los Kota como una tribu programada (ST), una designación reservada para las comunidades tribales indígenas en toda la India que suelen tener un nivel socioeconómico más bajo que la sociedad dominante. También tienen un estatus especial como grupo tribal particularmente vulnerable (PVTG) basado en ciertos indicadores socioeconómicos y demográficos. Los kotas son un grupo relativamente exitoso que se gana la vida desempeñando funciones variadas, como agricultores, médicos, banqueros y administradores de correos, por ejemplo; trabajan tanto en el sector público como en el privado. Algunos antropólogos y algunos miembros de otras comunidades locales los consideran una casta de servicio colocada en los Nilgiris para ese propósito; los propios Kotas no lo creen. Se consideran habitantes originarios de la región, cuya provisión de habilidades artesanales tradicionales a otras tribus Nilgiri fue mutuamente beneficiosa y no servil.
El nombre Kota es un exónimo, un término que los forasteros aplican al grupo; los Kotas se refieren a sí mismos como 'Kov'. Se le atribuyen varios significados al término, pero según Emeneau, ko-v significaba alfarero y ko-ty alfarera. Desde la década de 1930, gracias a los esfuerzos de un maestro de escuela, reformador social y activista Kota llamado Sulli Kota y sus seguidores, los Kotas han transformado sus relaciones tradicionales anteriores, alejándose del servicio a otros grupos étnicos considerados de alto prestigio, y han mejorado su estatus socioeconómico. Todavía observan sus prácticas tradicionales.

## Historia

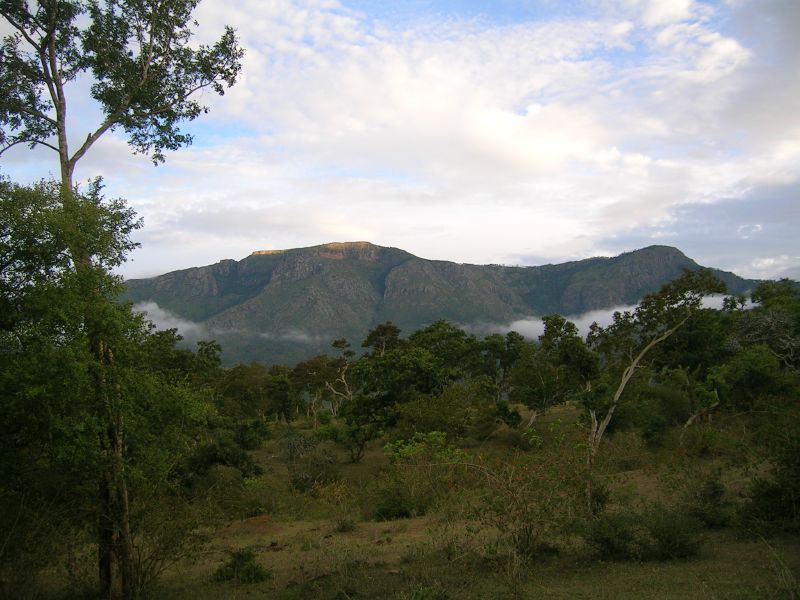
En las estribaciones de los Nilgiris, la elevación más baja estaba ocupada por Kurumbar e Irulas, mientras que los Kotas ocupaban las elevaciones más altas.

Aunque se han propuesto muchas teorías sobre los orígenes de Kotas y Todas, ninguna ha sido confirmada. En lo que coinciden los lingüistas y antropólogos es en que los ancestros de los Kotas y los Todas pueden haber ingresado al macizo de Nilgiris desde lo que hoy es Kerala o Karnataka en siglos a. C. y haberse desarrollado aislados del resto de la sociedad. Según Friedrich Metz, un misionero, los Kotas tenían una tradición que aludía a que provenían de un lugar llamado Kollimale en Karnatakas. Parecen haber desplazado a los anteriores habitantes de Kurumba desde las altitudes más altas a altitudes más bajas infestadas de mosquitos transmisores de malaria.
La tribu Kota muestra el haplogrupo materno M con una frecuencia del 97 por ciento, una de las más altas de la India. Dentro del haplogrupo M, los linajes M2 son comunes entre las poblaciones de habla dravidiana del sur de la India. Los Kota también muestran una tasa de mezcla muy baja con otros grupos vecinos. Un estudio de 2012 sobre el perfil hematológico de Kota mostró que un gran segmento de la población tiene un VCM (volumen corpuscular medio) bajo, con un volumen plaquetario medio (VPM) y una amplitud de distribución de glóbulos rojos (ADR) elevados. En conjunto, estos suelen ser indicadores de hemoglobinopatías hereditarias, como talasemias, anemia falciforme u otras anemias. Sin embargo, varios otros parámetros hematológicos (por ejemplo, recuento de glóbulos rojos y plaquetas ) que se midieron descartaron estas afecciones. Los investigadores sugirieron que los valores anormales de MCV, MPV y RDW podrían indicar en cambio una propensión genética a una deficiencia de glucosa-6-fosfato deshidrogenasa (deficiencia de G6PD) en este grupo.
En algún momento de su historia, desarrollaron una relación económica simbiótica con sus vecinos Toda, criadores de búfalos, como proveedores de servicios a cambio de leche de búfalo, cueros, ghee y carne de Todos. También tenían una relación comercial y ritual con sus vecinos Kurumba e Irula, que eran cultivadores y cazadores-recolectores. Utilizaron específicamente a los Kurumbas como hechiceros y como guardias de la aldea. El mito del origen de Kotas postula que Kotas, Todas y Kurumbas fueron colocados en el área de Nilagiris a la vez como hermanos por el dios Kota. Esta relación simbiótica sobrevivió hasta que fue perturbada por los oficiales coloniales británicos a principios del siglo XIX.
Desde principios del siglo XIX, los burócratas británicos y los misioneros, antropólogos y lingüistas occidentales e indios han dedicado una enorme cantidad de tiempo a estudiar los diferentes grupos étnicos y tribales de la India; de todos, los todas fueron los más estudiados, seguidos por los kotas. Otros grupos como los Irulas y varios grupos de Kurumbars fueron los menos estudiados. El estudio de los grupos étnicos de los Nilgiris fue fundamental en el desarrollo temprano del campo de la antropología. Aunque la mayoría de los grupos vivían en paz entre sí y habían desarrollado una relación de interdependencia, se desarrollaron tabúes y prácticas culturales para mantener la distancia social. Según Metz, como pobladores originales de las tierras altas, los Kurumbars estaban sujetos a una violencia continua, incluidas masacres ocasionales por parte de los Todas y los Badagas. Según informantes de Kota, habían suministrado tambores de batalla durante períodos de guerra.

## Sociedad
Los kotas se establecieron en siete aldeas nucleares relativamente grandes intercaladas entre los asentamientos de Toda y Badaga. Seis aldeas estaban dentro del distrito de Nilgiris en Tamil Nadu y la séptima en el distrito de Wayanad en Kerala. Las aldeas Kota son conocidas como Kokkal en su idioma y como Kotagiri por los forasteros. Cada aldea tenía tres clanes exógamos con nombres similares. Cada clan se instaló en una calle llamada Kerr o Kerri. A los miembros del clan se les prohibía casarse dentro de la misma aldea, pero podían hacerlo si pertenecían al mismo clan o a cualquier otro clan de una aldea no nativa. Se desconocía la relación entre clanes con nombres similares y no había ninguna jerarquía social evidente entre los clanes inter y intra aldeanos.

### Posición de la mujer
Las mujeres tenían mayor participación en la elección de sus cónyuges que en cualquier otra aldea india convencional y también participaban en muchas actividades económicas. Tenían derecho al divorcio. También se dedicaban exclusivamente a la fabricación de cerámica. Según los primeros observadores occidentales, a diferencia de las mujeres Toda, que eran amigables con los visitantes de sus aldeas, las mujeres Kota mantenían su distancia de los forasteros. Las esposas de los sacerdotes Kota desempeñaban un papel ritual igualmente importante en las funciones religiosas. Las mujeres que se volvieron adictas a la música de flauta se llamaban Pembacol y eran consultadas durante las decisiones importantes de la aldea. Las mujeres también tenían roles especializados asociados con el cultivo, las tareas domésticas y las funciones sociales.

### Alimentación
A diferencia de Todas, los Kotas comían carne y estaban en buenas condiciones físicas cuando los primeros antropólogos los encontraron. Su comida tradicional es el mijo italiano, un grano importante en las regiones áridas de la India, conocido en lengua kota como vatamk . Vatamk se sirve en casi todas las ocasiones ceremoniales, pero el arroz es el alimento diario preferido. Se sirve con udk, un plato parecido al sambar elaborado con legumbres, verduras y jugo de tamarindo disponibles localmente. Rara vez se come carne de vaca, pero se consumen huevos, pollo y cordero, cuando están disponibles, junto con verduras y frijoles cultivados localmente.

### Gobernación
Antes de la penetración de la era colonial en el área de Kota, había poca o ninguna relación formal entre las entidades políticas vecinas y las aldeas de Kota. Se supone que entidades políticas de Karnataka hicieron incursiones en las tierras altas, pero su control no fue permanente. No existía una diferenciación formal dentro y fuera del nivel de aldea. Cada pueblo tenía una expectativa que cumplir. El pueblo de Thichgad es famoso por sus canciones y bailes de mujeres, los funerales son muy conocidos en Menad y el festival Kamatraya y la música instrumental son famosos en Kolmel.  La aldea de Kota está dirigida por un jefe llamado Goethgarn. El Goethgarn de Menad era el jefe de los siete pueblos. Siempre que surgiera una disputa, el Goethgarn convocaría una reunión conocida como kuttim con los ancianos del pueblo y decidirían las soluciones. Dentro de un pueblo, los Goethga-rn y los ancianos deciden cuándo se celebrarán los festivales y cómo resolver los problemas de la comunidad. Aunque la justicia ordinaria se gestiona a través del sistema judicial indio, las decisiones locales sobre los requisitos culturales de Kota son manejadas por el kut de la aldea. 

## Religión
La religión y la cultura de Kota giraban en torno a la herrería. Sus principales deidades son A-yno-r también dividido en grande o Doda-ynor o pequeño o kuna-yno-r, un dios padre y Amno-r o diosa madre. En algunos pueblos al dios padre también se le llama Kamati-cvara o Kamatra-ya. Aunque había dos dioses masculinos, sólo había una versión de la diosa femenina. Estos dioses eran adorados en forma de discos de plata en templos específicos. Los historiadores Joyti Sahi y Louis Dumont señalan que estas deidades pueden tener raíces en el proto- shaivismo y el proto-shaktismo Antes del contacto colonial, los Kotas tenían una serie de festivales religiosos que continuaron en el período inmediatamente posterior al contacto colonial. Estas incluían rezar a su dios de la lluvia kakakaku kanabado o a la deidad titular Kamatra-ya. Durante la ceremonia de siembra de semillas, solían construir una forja y un horno dentro del templo principal y los herreros fabricaban artículos votivos como hachas o adornos de oro para la deidad. El sacerdote principal mundika-no-n y los jefes gotga-rn generalmente pertenecían a la familia particular (kuyt) y la relación se transmitía de padre a hijo. Mundika-no-n es asistido por el navya-navkaru, a través del cual el dios (so-ym) se comunica con la gente mientras está poseído. Te-rka-ran podría provenir de cualquier familia, pero mundika-no-n proviene de una familia específica de una aldea.
Los ritos funerarios de Kota consisten en dos ceremonias. El primero se llama Funeral Verde y se refiere a la cremación del cuerpo. La segunda ceremonia se llama funeral seco e implica la exhumación de huesos enterrados en la primera ceremonia, seguida del sacrificio de búfalos semisalvajes. El segundo funeral ya no se practica ampliamente. Los templos de Kota son únicos porque están dirigidos por una variedad de personas que no se limitan a las familias sacerdotales originales.

## Idioma
Los kotas hablan el idioma kota o ko-v ma-nt y está estrechamente relacionado con el idioma toda. Fue identificado como una lengua dravídica independiente ya en la década de 1870 por Robert Caldwell. Se separó del tronco común dravídico del sur en los años a. C. Los hablantes del idioma kota quedaron aislados y el idioma desarrolló ciertas características únicas que fueron estudiadas en detalle por el destacado lingüista dravidiano Murray Emeneau. Se basa en el mantenimiento de palabras que muestran una fuerte afinidad con el tamil arcaico. Según Emeneau los kotas han estado viviendo aislados desde su separación de los hablantes tradicionales de tamil en años antes de nuestra era. Emeneau data la división en el siglo II a. C. como terminus ante quem ("límite antes del cual") y no pudo fechar el período anterior en el que pudo haber ocurrido la división, pero ocurrió después de que el kannada se separara del tronco común tamil-kannada.
Todas las lenguas Nilgiri muestran influencia regional y muestran afinidad entre sí. Desde la reorganización de los estados lingüísticos en la India, la mayoría de los niños Kota estudian en tamil en las escuelas y son bilingües en Kota y tamil. Anteriormente los Kotas eran multilingües en los idiomas Kota, Toda y Badaga.

### Términos de parentesco de Kota
| Kota            | Español       |
| --------------- | ------------- |
| Por-en          | Abuelo        |
| Por-av          | Abuela        |
| Ayn             | Padre         |
| AV              | Madre         |
| Ana             | Hermano mayor |
| Kada-l          | Hermano menor |
| Kadas           | hermana menor |
| Acrecentamiento | hermana mayor |
| Hombre          | Tío           |
| Atleta          | Tía           |

## Literatura citada
- Caldwell, Robert (1875), A comparative grammar of the Dravidian or South-Indian family of languages, Trubner and Co, OCLC 635088088.
- Dumont, Louis (1991). «A Folk Deity of Tamil Nad: Aiyanar, the Lord».  En T. N. Madan, ed. Religion in India. Delhi: Oxford University Press. pp. 38–49. ISBN 978-019-563-0923. Archived 2011-02-24 at the Wayback Machine
- Emeneau, Murray (1980), Language and Linguistic Area: Essays by Murray B. Emeneau, Stanford University Press, ISBN 978-0-8047-1047-3.
- Emeneau, Murray (1984), Toda Grammar and Texts, American Philosophical Society, ISBN 978-0-87169-155-2.
- Emeneau, Murray (1994), Dravidian Studies: Selected Papers, Motilal Banarsidass, ISBN 978-81-208-0858-4.
- Ganesh, Balasubramanian; Rajakumar, Thangarasu; Acharya, Subhendu Kumar; Vasumathy, Sridharan; Sowmya, Sridharan; Kaur, Harpreet (October 2021). «Particularly Vulnerable Tribal Groups of Tamil Nadu, India: A Sociocultural Anthropological Review». Indian Journal of Public Health 65 (4): 403-409. ISSN 0019-557X. PMID 34975088. doi:10.4103/ijph.IJPH_2_21.
- Ghosh, Alok Kumar (1976). «The Kota of the Nilgiri hills: a demographic study». Journal of Biosocial Science (Cambridge University Press) 08 (1): 17-26. PMID 956200. doi:10.1017/S0021932000010415. Consultado el 24 de diciembre de 2010.
- Hockings, Paul (2008). «All Aboard the Nilgiri Express!—Sustained Links between Anthropology and a Single Indian District». History and Anthropology (Routledge) 19 (1): 1-16. doi:10.1080/02757200802150869.
- Jyothi, M.; Priya, C.; Sanil, R.; Rauf, Arun A. (2012). «Hematological Disorder From The Kota Tribes Of The Nilgiris, India: Novel Research». Asian Journal of Biochemical and Pharmaceutical Research 2 (4): 156-162. Archivado desde el original el 4 de marzo de 2016.
- Kalla, Alok Kumar; Joshi, P.C. (2004). Tribal health and medicine. Concept Publishing. ISBN 978-81-8069-139-3.
- Kumar, Dhavendra (2004), Genetic Disorders of the Indian Subcontinent, Springer, ISBN 978-1-4020-1215-0.
- Mandelbaum, David (1938). «Polyandry in Kota society». American Anthropologist (University of California, Berkeley) 40 (4): 574-583. doi:10.1525/aa.1938.40.4.02a00030.
- Mandelbaum, David (1941). «Culture Change among the Nilgiri Tribes». American Anthropologist (University of California, Berkeley) 43 (1): 19-26. doi:10.1525/aa.1941.43.1.02a00040.
- Mandelbaum, David (1971), Society in India: Volume 1, University of California Press, ISBN 978-0-520-01623-1.
- Metz, Friedrich (1864), The tribes inhabiting the Neilgherry Hills, Basel Mission Press, Mangalore, OCLC 302321001.
- Mohanty, P.K. (2003), Development of primitive tribal groups in India, Kalpaz Publications, ISBN 978-81-7835-024-0.
- Poduval, R. Vasudeva (1990). Travancore Inscription: A Topographical List. New Delhi: Asian Educational Services. p. 76. ISBN 9788120605558.
- Reddy, K. N.; Balaji Rao, N.S. (1997), Technology, life and livelihood strategies of Tribes of Nilgiris: Past, Present and the Continuum, S.V. University, Tirupati, archivado desde el original el 22 de junio de 2011.
- Sahi, Jyoti (1 de julio de 1990). The child and the serpent: Reflections on popular Indian symbols. Canada: Penguin Group. p. 194. ISBN 978-0140190816. Consultado el 10 de marzo de 2019.
- Sharma, Shri Pandit Rudrajha (1993). Tattvāloka 16. Sri Abhinava Vidyatheertha Educational Trust. p. 246.
- Singh, R. (2004), Social transformation of Indian tribes, Anmol Publishing Ltd. Press, ISBN 978-81-261-0452-9.
- Tribhuwan, Robin (2003), Fairs and Festivals of Indian Tribes, Discovery publishing house, ISBN 978-81-7141-640-0.
- Watson, Forbes; Kaye, John William (1875). People of India: A series of Photographic illustrations 8. India Museum. OCLC 316376538.
- Wilson, ed. (2003). The Living and the Dead: Social Dimensions of Death in South Asian Religions. State University of New York Press. ISBN 978-0-7914-5677-4.
- Wolf, Richard Kent (n.d.). «Kota». Countries and Their Cultures. www.everyculture.com. Consultado el 25 de diciembre de 2010.

## Lectura adicional
- Wolf, Richard (2006), The Black Cow's Footprint: Time, Space and Music in the Lives of the Kotas of South India, University of Illinois Press, ISBN 978-0-252-03116-8.